# Emanuel Giani Ruset
Emanuel Giani Ruset ou Manole Ruset en roumain, Emmanuele Gianni-Rosetti en italien, né à Constantinople en 1715 et mort à Kherson le 8 mars 1794, est un prince phanariote qui, après avoir été au service de l’Empire ottoman, devint hospodar de Valachie en 1770-1771 puis de Moldavie de 1788 à 1789. La monarchie est élective dans les principautés roumaines de Moldavie et de Valachie, comme en Pologne voisine. Le souverain (voïvode, hospodar ou domnitor selon les époques et les sources) était élu par (et souvent parmi) les boyards, puis agréé par les Ottomans : pour être nommé, régner et se maintenir, il s’appuyait sur les partis de boyards et fréquemment sur les puissances voisines, habsbourgeoise, russe et surtout turque, car jusqu’en 1859 les deux principautés étaient vassales et tributaires de la « Sublime Porte ».

## Origine et règnes
Emanuel Giani Ruset est fils d’un pope grec nommé Ioannis Giannis ou Tzanis et d’Euphrosine Ruset, arrière-petite-fille du prince Antonie Ruset. L’italianisation du nom semble être une fantaisie de clerc dans divers documents ; de toute manière les phanariotes, en tant que drogmans (interprètes-traducteurs de la « Sublime Porte ») étaient tous polyglottes et italianisaient ou francisaient parfois leurs noms.
Il doit son ascension à l’influence de sa famille maternelle apparentée aux princes phanariotes Mavrocordato, Caradja et Soutzo et dont il associe le patronyme, jugé prestigieux, au sien.
Emanuel Giani Ruset exerce diverses fonctions dont celle de Mare Spatar (« ministre de la défense », 1757) et de Mare Postelnic (« ministre de l'intérieur et de la justice ») de Moldavie (1760). Il devient prince de Valachie de mai 1770 à octobre 1771 durant l’administration militaire russe du pays liée à la Guerre russo-turque de 1768-1774.
Il est ensuite nommé prince de Moldavie en mai 1788 après la déposition de Alexandre Ypsilántis. Son second règne s’achève en mars 1789 avec l’occupation de la Moldavie par les forces austro-russes pendant la Guerre austro-russo-turque de 1787-1792.
Il se retire alors à Chersonèse en Nouvelle Russie où il meurt en 1794 : il est inhumé dans la cathédrale Sainte-Catherine de cette ville.

## Union et postérité
Emanuel Ruset épouse Ralitsa Ghica, sœur de Grigore III Ghica dont il a une fille :
- Smaranda

## Note
1. ↑  Le candidat au trône devait ensuite « amortir ses investissements » par sa part sur les taxes et impôts, verser en outre le tribut aux Ottomans, payer ses mercenaires et s'enrichir néanmoins. Pour cela, un règne d'un semestre au moins était nécessaire, mais la « concurrence » était rude, certains princes ne parvenaient pas à se maintenir assez longtemps sur le trône, et devaient ré-essayer. Cela explique le « jeu des chaises musicales » sur les trônes, la brièveté de beaucoup de règnes, les règnes interrompus et repris, et parfois les règnes à plusieurs (co-princes). Quant au gouvernement, il était assuré par les ministres et par le Sfat domnesc (conseil des boyards).
Concernant le tribut aux Turcs, la vassalité des principautés roumaines envers l'Empire ottoman ne signifie pas, comme le montrent par erreur beaucoup de cartes historiques, qu'elles soient devenues des provinces turques et des pays musulmans. Seuls quelques petits territoires moldaves et valaques sont devenus ottomans : en 1422 la Dobrogée au sud des bouches du Danube, en 1484 la Bessarabie alors dénommée Boudjak, au nord des bouches du Danube (ce nom ne désignait alors que les rives du Danube et de la mer Noire), en 1538 les rayas de Brăila alors dénommée Ibrahil et de Tighina alors dénommée Bender, et en 1713 la raya de Hotin. Le reste des principautés de Valachie et Moldavie (y compris la Moldavie entre Dniestr et Prut qui sera appelée Bessarabie en 1812, lors de l'annexion russe) ont conservé leurs propres lois, leur religion orthodoxe, leurs boyards, princes, ministres, armées et autonomie politique (au point de se dresser plus d'une fois contre le Sultan ottoman). Les erreurs cartographiques et historiques sont dues à l'ignorance ou à des simplifications réductrices. Voir Gilles Veinstein et Mihnea Berindei : L'Empire ottoman et les pays roumains, EHESS, Paris, 1987.